# Nieświastowice
Nieświastowice (prononciation : [ɲɛɕfjastɔˈvit͡sɛ]) est un village polonais de la gmina de Mieścisko dans le powiat de Wągrowiec de la voïvodie de Grande-Pologne dans le centre-ouest de la Pologne.
Il se situe à environ 4 kilomètres au sud de Mieścisko (siège de la gmina), 16 kilomètres au sud-est de Wągrowiec (siège du powiat), et à 55 kilomètres au nord-est de Poznań (capitale de la Grande-Pologne).

## Histoire
De 1975 à 1998, le village faisait partie du territoire de la voïvodie de Poznań.

Depuis 1999, Nieświastowice est situé dans la voïvodie de Grande-Pologne.
Le village possède une population de 130 habitants en 2011.